# Koncepční model
Koncepční model je reprezentace systému vytvořená kompozicí konceptů, které pomáhají lidem chápat nebo simulovat subjekt, který model reprezentuje. Nejrozšířenější je chápání modelu jako něčeho, co v jistém smyslu zastupuje jinou entitu, která je v souvislosti s modelem považována za něco, co má být napodobeno – modelováno. Modelem pak tedy rozumíme nějakou entitu M, která pro určité účely zastupuje jinou entitu O (chápanou obvykle jako zdrojovou a tedy často označovanou jako originál či předloha). Požadujeme přitom, aby soudy vyvozené z entity M platily aspoň s jistou přijatelnou přibližností o entitě O. Mezi modelem a originelem tedy musí platit nějaký druh podobnosti, pro který je model vytvořen. Například tak, že z výsledků experimentů s modelem je možno usuzovat, jaké by byly výsledky odpovídajících experimentů provedených na originále. Použití modelů se obvykle říká modelování. Model může být vytvořen v lidském vědomí, ve vnějším abstraktním světě, v exaktním světě nebo v reálném světě.

## Model reálné entity v lidském vědomí a v abstraktním světě
Vytvoření modelu, kdy je originál z reálného světa, je podmíněno poznáním dotyčného originálu (z jistého hlediska a pro daný účel), tedy vytvořením jeho kognitivního modelu – znalostní model. Uvažujeme zde v tomto případě přirozené lidské poznání darované nám přírodou, kde filtrem poznání je vágnost. Kognitivní model je primárně vytvořen jako vnitropsychický (v lidském vědomí a asi i nevědomí, reprezentovaný v hypotetických vnitropsychických jazycích: představovém, pocitovém, přirozeném a jejich směsici), sekundárně pak může být formulován do vhodného (inherentně vágního) vnějšího sdělovacího jazyka (abstraktní struktury pro záznam informace), náčrtů, skic, přirozeného jazyka, vědeckého jazyka ….. Vzděláním v exaktní vědě může člověk získat schopnost používat umělé Newtonovo poznání a takto si vytvářet (umělé) vnitropsychické modely reálného světa a formulovat je do umělého formálního jazyka (matematika, formální logika, programovací jazyky) s mulovou vnitřní vágností, a tak je i exaktně sdělovat. Adresát přesně bez výhrad rozumí jejich významu.

## Model reálné entity v exaktním světě
Má-li být model originálu z reálného světa vytvořen v exaktním světě (matematika, formální logika, programovací jazyky), je nutno učinit krok z reálného světa do světa exaktního viz Exaktní věda, tedy použít jediného prostředníka, který to umožňuje a kterému říkáme veličina. Poznání je pak Newtonovo umělé poznání (filtr poznání je diskrétní tvořený zvolenými veličinami – sítem, kterým tyto veličiny z reálného světa „vidíme “), kdy získané znalosti tvořící kognitivní model jsou reprezentovány jako matematické vztahy mezi (pro daný účel) zvolenými veličinami.. Jelikož se modely pojmenovávají podle použitého objektového jazyka, říká se mu matematický model. Pokud je použit jazyk formální logiky, modelu se říká logický a v případě použití programovacího jazyka, se mu říká počítačový model. Je tedy nutno si uvědomit, že např. i modelování struktur lidského mozku neuronovými sítěmi s použitím matematického nebo programovacího jazyka, se musí provádět prostřednictvím veličin.

## Model reálné entity v reálném světě
Má-li model originálu z reálného světa být vytvořen v reálném světě, je nutno přidat poznání entity reálného světa, která má být modelem. Jsou pak k dispozici dva kognitivní modely a to originálu a modelu, od nichž požadujeme, aby byly ve vztahu jisté, pro daný účel dostatečné podobnosti, které někdy říkáme analogie. Poznání obou reálných entit originálu i modelu musí být téhož typu, tedy buď přirozené, nebo umělé Newtonovo. Prostřednictvím svých kognitivních modelů jsou pro daný účel ve vztahu podobnosti přeneseně i jejich hmotní nositelé: originál a model. Přirozené poznání se použije např. pro sochařské dílo, nebo pro modely v architektuře a stavitelství, kdy ze znalosti vlastností papíru, dřívek, lepidel apod. tedy zejména konečného díla, se v jistém měřítku vytvoří model. Je třeba vědět (poznat), že se nedá např. vytvořit model železničního mostu ze včelího medu. Umělé Newtonovo poznání se použije v případě, že je třeba pomocí modelu řešit úkol formulovaný metodou exaktní vědy. Příkladem mohou být, dnes již téměř zapomenuté, analogové počítače, analogie mezi elektrickými a tepelnými jevy, různé experimenty v proudících plynných či tekutých médiích se zmenšenými modely studovaných objektů apod. Těmto modelům se říká modely přímé analogie, nebo analogony, někdy též fyzikální modely.

## Model exaktní entity v exaktním světě
Pokud se tvoří model entity exaktního světa v exaktním světě, není třeba poznání, ale je třeba naučení se a porozumění. Příkladem může být převod matematicky reprezentovaného popisu úkolu řešeného exaktní vědou do vhodného programovacího jazyka, říkáme mu naprogramování té úlohy. Matematický model se tak mění na počítačový model.
Model je reprezentace určitého objektu nebo systému, pojatá z určitého úhlu pohledu.
Vytváření abstraktních objektů se nazývá modelování.
Obor zájmové činnosti, zabývající se výrobou zmenšených, ale i zvětšených replik skutečných předmětů se nazývá modelářství.
Model je sestaven na základě nashromážděných doposud známých informací a měl by ověřit správnost doposud známých faktů, provádět předpovědi, umožnit verifikaci předpovědí.